# Cydosia curvinella
Cydosia curvinella är en fjärilsart som beskrevs av Achille Guenée 1879. Cydosia curvinella ingår i släktet Cydosia och familjen nattflyn. Inga underarter finns listade i Catalogue of Life.